# Kis Fuvaros utca
Kis Fuvaros utca est une rue de Budapest, située dans le quartier de Magdolna (8e arrondissement).